# François Cadet
Pour les articles homonymes, voir Cadet.
François Cadet, né le 5 janvier 1932 à Rosny-sous-Bois et mort le 24 septembre 2009 à Montreuil, est un acteur français.

## Biographie
Au cinéma, il a joué plusieurs fois aux côtés des Charlots et de Pierre Richard (Je sais rien, mais je dirai tout et La Course à l'échalote).
À la télévision, il interprète notamment le fidèle inspecteur Lucas aux côtés de Jean Richard dans Les Enquêtes du commissaire Maigret de 1967 à 1989. Il a également été directeur, avec son fils Gérard, de l'Espace Georges-Simenon de Rosny-sous-Bois de 1991 à 2001.
François Cadet est inhumé au cimetière de Charmes (Vosges), parfois nommée localement Charmes-sur-Moselle.

## Filmographie

### Cinéma
- 1960 : Le Caïd de Bernard Borderie - (Un agent)
- 1963 : Cherchez l'idole de Michel Boisrond - (Un plombier)
- 1964 : Le Bluffeur de Sergio Gobbi
- 1964 : La Grande Frousse ou La Cité de l'indicible peur de Jean-Pierre Mocky - (L'adjoint du bourreau)
- 1964 : Comment épouser un premier ministre de Michel Boisrond - (Un machiniste au théâtre, non crédité au générique)
- 1966 : Commissaire San Antonio ou Sale temps pour les mouches de Guy Lefranc - (M. Paul, le caïd)
- 1966 : Coup de gong à Hong Kong (Lotosblüten für Miss Quon) de Jürgen Roland - (Wade)
- 1967 : Le Grand Bidule de Raoul André - (Blackman)
- 1969 : Le Temps des loups de Sergio Gobbi
- 1970 : Les Mariés de l'an II de Jean-Paul Rappeneau - (Le cochet)
- 1970 : Les Assassins de l'ordre de Marcel Carné - (Rabut)
- 1971 : Franz de Jacques Brel - (Jules)
- 1972 : Les Fous du stade de Claude Zidi
- 1972 : Les Charlots font l'Espagne de Jean Girault - (Le douanier)
- 1972 : Far West de Jacques Brel
- 1973 : Le Grand Bazar de Claude Zidi - (Le contremaître)
- 1973 : Je sais rien, mais je dirai tout de Pierre Richard - (Félix)
- 1973 : La Grande Nouba de Christian Caza - (Un gangster)
- 1973 : Les Guichets du Louvre de Michel Mitrani
- 1974 : Nada de Claude Chabrol
- 1974 : Verdict d'André Cayatte - (Le faux inspecteur de police)
- 1974 : Les murs ont des oreilles de Jean Girault
- 1974 : Dupont Lajoie d'Yves Boisset - (Léglise)
- 1975 : La Course à l'échalote de Claude Zidi - (Le premier brigadier)
- 1975 : On a retrouvé la septième compagnie de Robert Lamoureux - (Balotin, un sous-officier prisonnier)
- 1977 : Attention, les enfants regardent de Serge Leroy
- 1978 : L'Amour en question d'André Cayatte - (Le policier)
- 1979 : Coup de tête de Jean-Jacques Annaud - (Le cafetier)
- 1979 : Un jour, un tueur de Serge Korber - (Le flic de l'aéroport)
- 1982 : Qu'est-ce qui fait craquer les filles... de Michel Vocoret
- 1984 : Les Ripoux de Claude Zidi - (L'hôtelier "Louxor")
- 1988 : Génération Oxygène de Georges Trillat
- 1992 : Justinien Trouvé ou le Bâtard de Dieu de Christian Fechner

### Télévision
- 1964 : Thierry la Fronde - épisode #2.11 : La bague du dauphin de Robert Guez - Perrin
- 1964 : L'Abonné de la ligne U - ép. #1.15 : La nuit de la rançon avant minuit de Yannick Andreï - Un mécanicien de la RATP
- 1965 : Frédéric le gardian (série TV) - Franck
- 1966 : Retour à Bacoli, téléfilm de Jean-Paul Sassy - Le chauffeur
- 1967 : Vidocq - épisode #1.3 : Vidocq et les faux témoins de Claude Loursais - L'Argousin, un truand
- 1967 : L'Espagnol, téléfilm de Jean Prat - Godard
- 1974 : À dossiers ouverts - épisode #1.2 : Gros calibre de Claude Boissol - L'adjudant Hébert
- 1976 : Nick Verlaine ou Comment voler la Tour Eiffel, de Claude Boissol, épisode : Dans l'eau d'une piscine
- 1982 : Médecins de nuit - épisode #4.3 : Jo Formose  de Stéphane Bertin
- 1987 : Marie Pervenche - épisode #2.2 : Salade russe de Claude Boissol
- 1989 : Pause-café pause-tendresse - épisode #3.6 : Betty, 15 ans de Serge Leroy - L'homme de l'hôtel
- 1967 - 1990 : Les Enquêtes du commissaire Maigret - 46 épisodes : L'inspecteur Lucas

- Stan le tueur (1990)
- L'auberge aux noyés (1989)
- Maigret et le voleur paresseux (1988)
- Maigret et l'inspecteur malgracieux (1988)
- Le chien jaune (1988)
- Les caves du Majestic (1987)
- Monsieur Gallet décédé (1987)
- Maigret voyage (1987)
- Maigret au Picratt's (1985)
- Le revolver de Maigret (1985)
- Le client du samedi (1985)
- La nuit du carrefour (1984)
- Maigret se défend (1984)
- L'ami d'enfance de Maigret (1984)
- Un Noël de Maigret (1983)
- Maigret s'amuse (1983)
- Maigret et l'homme tout seul (1982)
- Le voleur de Maigret (1982)
- Maigret se trompe (1981)
- Maigret en Arizona (1981)
- Maigret et l'ambassadeur (1980)
- Maigret et la dame d'Étretat (1979)
- Maigret et l'affaire Nahour (1978)
- Maigret et le tueur (1978)
- Maigret et le marchand de vin (1978)
- Maigret et monsieur Charles (1977)
- Au rendez-vous des Terre-Neuvas (1977)
- L'amie de madame Maigret (1977)
- Maigret, Lognon et les gangsters (1977)
- Maigret hésite (1975)
- La guinguette à deux sous (1975)
- La folle de Maigret (1975)
- Maigret et la grande perche (1974)
- Maigret et la jeune morte (1973)
- Maigret en meublé (1972)
- Maigret aux assises (1971)
- Maigret et le fantôme (1971)
- Maigret (1970)
- Maigret et son mort (1970)
- L'écluse N°1 (1970)
- La nuit du carrefour (1969)
- L'ombre chinoise (1969)
- Félicie est là (1968)
- Signé Picpus (1968)
- Le chien jaune (1968)
- La tête d'un homme (1967)
- Cécile est morte (1967)